# Фахретдинов, Риваль Нуретдинович
Фахретдинов Риваль Нуретдинович (баш. Фәхретдинов Ривал Нуретдин улы; род. 3 марта 1946 года в деревне Зильдярово Миякинского районы БАССР) — биолог, доктор химических наук (1994), профессор (1996).

## Биография
Фахретдинов Риваль Нуретдинович родился 3 марта 1946 года в деревне Зильдярово Миякинского районы БАССР.
В 1973 году окончил Башкирский государственный университет. После университета работал инженером-исследователем в Институте химии Башкирского филиала АН СССР. В 1978 году успешно защитил кандидатскую диссертацию. В дальнейшем он работал над проблемами повышения нефтеотдачи, фундаментальными исследованиями молекулярно-поверхностных явлений при применении химических реагентов в пластовой системе.

## Трудовая деятельность и научная работа
С 1986 по 1992 г. Р. Н. Фахретдинов работал заведующим лабораторией, заместителем генерального директора НПО «Союзнефтеотдача». Одной из задач данного предприятия была координация промышленного внедрения методов увеличения нефтеотдачи.
В 1992 году был избран генеральным директором НИИ «Нефтеотдача». При его участии разработано более 50 новых эффективных и экологически безопасных технологий повышения нефтеотдачи пластов, удостоенных золотых медалей ВДНХ. Значительную практическую и научную ценность имеют его исследования химической стабильности химреагентов, закачиваемых в пласт, результаты этих работ являются актуальными и в настоящее время.
В 1998 году он возглавил ООО «КогалымНИПИнефть» и продолжил разработку высокоэффективных технологий повышения нефтеотдачи пластов. В 2000 году он создал направление по разработке и сервисным услугам в области программного обеспечения в компании ООО «WENSES».
С 2006 по 2008 год возглавлял Научно-технический департамент ОАО «Газпромнефть». В тот период под его руководством были успешно защищены в ЦКР Роснедра более 20 проектных документов на разработку месторождений. 2008—2010 годы Риваль Нуретдинович был президентом ОАО «ВНИИСТ», тогда он внедрил выполнение проектов трубопроводов для нефтяных компаний «Роснефть» и ТНК-ВР.
В 2010 году Р. Н. Фахретдинов учредил ООО МПК «ХимСервис Инжиниринг», которое осуществляет полный комплекс услуг, внедряет новые решения в области повышения нефтеотдачи пластов с использованием современных химических реагентов собственного производства.

## Научные труды и премии
Фахретдинов Р. Н. является автором более 350 научных работ и монографий, 140 авторских свидетельств и патентов, лауреат премии комсомола Башкирии в области науки (1979 год), лауреат премии Российского общества инженеров нефти и газа «Золотой РОСИНГ» (2004 год). Награждён медалью «Ветеран труда», почетной грамотой Министерства энергетики РФ.